# Cal Manso
Cal Manso és una masia inclosa a l'Inventari del Patrimoni Arquitectònic de Catalunya a el Coll de Bas, veïnat format per un grup de masies que va créixer al peu del camí ral de Berga a Ripoll, prop del nucli urbà de Borredà (Berguedà). Documentada ja al s. XVII el mas era habitada per pagesos emfiteutes del monestir de Santa Maria de Ripoll i al s. XVIII ja ho era per la família Manso. Una branca d'aquesta s'instal·là al nucli, al Carrer de la Font, dedicant-se a l'activitat artesanal de la llana; membre d'aquesta branca fou Josep Manso i Solà, militar català que participà activament en tots els conflictes del s. XIX (Guerra del Francès, moviments absolutistes del regnat de Ferran VII, primera carlinada, etc.) i que ocupà importants càrrecs essent condecorat amb el títol de comte del Llobregat.
Masia orientada a llevant d'estructura clàssica, de planta gairebé rectangular amb coberta a dues aigües amb embigat de fusta i teula àrab. S'organitza en planta baixa i dos pisos superiors. A la façana destaquem dos amplis arcs escarsers amb la pedra col·locada a plec de llibre que funcionaven com a accessos en origen, avui han estat parcialment cegats. Encara a la façana principal, hi ha una gran obertura dividida per un pilar que ocupa les dues plantes superiors funcionant aquesta part davantera com un gran assecador. A la resta de façanes podem veure obertures allindanades, distribuïdes sense massa ordre. El parament és de grans pedres poc treballades, unides amb molt de morter.